# 保罗·布罗卡
保罗·皮埃尔·布罗卡（法語：Paul Pierre Broca，法語發音：[pɔl pjɛʁ bʁɔka]；1824年6月28日—1880年7月9日），法国医生、解剖学家、人类学家，以其对人类大脑额叶“布罗卡区”的研究而知名。“布罗卡区”是语言中枢的重要部分，以他的名字命名。布罗卡发现失语症病患的大脑皮层特定区域（左额叶）会出现损伤，这是脑部结构按功能分区的最早解剖学证据。此外，布罗卡对体质人类学、人体测量学的发展也作出了贡献。

## 生平
保罗·布罗卡1824年6月28日出生于法国波尔多的大圣富瓦，他的父亲让·皮埃尔·布罗卡是一名从业医师，曾为拿破仑效力。保罗·布罗卡在家乡接受了基础教育，并于16岁获得了本科学位，17岁前往巴黎的医学院就读、20岁毕业。
毕业后，布罗卡在不同医院进行了实习，并于1848年取得巴黎大学医学院的助理教职，1849年获得医学博士学位。1853年，晋升为助理教授（professor agrégé）、医学院医师。1859年，布罗卡创立了巴黎人类学协会。1867-68年，布罗卡成为外科病理学、临床手术教授。1868年当选法国国立医学科学院院士。
1857年，布罗卡与阿黛尔·奥古斯丁·卢戈尔结婚，并育有3个子女。

## 研究
布罗卡对大脑的比较解剖学颇有研究，发现了语言中枢的重要部分“布罗卡区”。布罗卡区受损会导致表达性失语症。此外，他对认识边缘系统、嗅脑作出了重要贡献，于1878年命名了“边缘叶”。在法国，布罗卡对进化论的达尔文主义也撰写过诸多文献。